# My Lady of Whims
My Lady of Whims è un film del 1925, diretto da Dallas M. Fitzgerald. 

## Trama
Prudence Severn vuole fare la scrittrice, e ritiene che l’ambiente adatto per sviluppare tali velleità sia quello un po’ bohémien del Greenwich Village, dove si è trasferita insieme all’amica scultrice Wayne. Il padre e la sorella maggiore di Prudence, preoccupati per lei, assoldano l’affidabile ex-doughboy Bartley Greer, e il suo compagno Dick, allo scopo di riportare la giovane a consigli più consoni alla sua estrazione sociale.
Bartley guadagna la fiducia di Prucence, che però non tarda ad accorgersi che l’uomo è un altro di quegli inviati che il padre regolarmente le manda. Non fosse quindi che allo scopo di contrastare il padre, e per liberarsi dall’occhiuta sorveglianza di Bartley, Prudence, su consiglio di Wayne, decide di fuggire col fidanzato Rolfe.
Ad una festa in maschera il ricco Benny Martof, un anziano adoratore di Prudence, le offre, in cambio della sua benevolenza, i propri averi e proprietà: Prudence accetta solo un viaggio sullo yacht di Benny, dove è in procinto di unirsi in matrimonio, celebrato dal capitano, con Rolfe. Bartley e Dick riescono a rintracciare l’imbarcazione e la abbordano, sventando il matrimonio, con un certo sollievo di Prudence, che si rende conto di aver calcato un po’ troppo la mano, e che Rolfe non sarebbe stato precisamente l’uomo adatto per lei.
La fuggiasca ritorna a casa dal padre e, mentre Dick e Wayne formano una coppia, Prudence rifiuta apertamente Rolfe, a favore di Bartley.